# Flughafen Puerto Natales

i8
i11
i13
Der Flughafen Puerto Natales (eigentlich: Aeródromo Teniente Julio Gallardo) ist ein chilenischer Flughafen nahe der Stadt Puerto Natales in der Región de Magallanes. Nach dem Flughafen Punta Arenas ist er der zweitwichtigste der Region. Durch eine Vergrößerung der Landebahn kann der Flughafen seit 2016 für kommerzielle Linienflüge ab Santiago de Chile und Punta Arenas genutzt werden. Dennoch wird er hauptsächlich im chilenischen Winter genutzt, vor allem von Touristen, die den nahen Nationalpark Torres del Paine besuchen wollen.

## Fluggesellschaften und Flugziele
| Fluggesellschaft | Ziele                           |
| ---------------- | ------------------------------- |
| LATAM            | Santiago de Chile (saisonal)    |
| Sky Airline      | Puerto Montt, Santiago de Chile |
| JetSmart         | Santiago de Chile (saisonal)    |
| Quellen:         |                                 |